# Lista regiunilor din Brandenburg
In Brandenburg și in Berlin sunt regiunile:
| - Mittelmark - Barnim - Dahmeland - Land Lebus - Havelland - Havelländisches Luch - Rhinluch - Die Ländchen - Ländchen Bellin - Ländchen Friesack - Ländchen Glien - Ländchen Rhinow - Land Schollene - Märkische Schweiz - Oderbruch - Niederes Oderbruch - Land Ruppin - Teltow - Nuthe-Nieplitz-Niederung - Zauche | - Fläming - Hoher Fläming - Niederer Fläming - Baruther Urstromtal - Niederlausitz - Spreewald - Unterspreewald - Oberspreewald - Krausnicker Berge - Lieberoser Heide - Schlaubetal - Rochauer Heide - Lausitzer Grenzwall - Muskauer Faltenbogen - Oberlausitz - Prignitz - Prignitz i.e.S., sau Westprignitz - Ostprignitz - Ruppiner Land - Kyritz-Ruppiner Heide, și Wittstock-Ruppiner Heide - Schorfheide - Uckermark - Randowbruch - Unteres Odertal |